# Грозный хребет
Грозный хребет (Хребет Иван Грозный) — группа вулканов в центральной части острова Итуруп Большой Курильской гряды, протягивающаяся на 45 км от перешейка Ветрового до залива Касатка. Включает массивы гор Широкой, Верблюд, Горелой, вулканы Баранского (1126 м), Иван Грозный (1158 м), Тебенькова (1212 м). Рельеф этого вулканического массива осложнен вторичными вулканическими формами — массивными куполами, взрывными кратерами, нагромождениями лавовых потоков, амфитеатрами эксплозивно-сольфаторных кратеров. Сложены преимущественно андезитами и дацитами.
Образования и извержения вулканов происходили в современный период. Последнее историческое крупное извержение произошло в 1989 году. 8 мая того года произошёл выброс чёрного пепла и газов на высоту 1600 метров, который длился 8 минут. Жители посёлка Горячие Ключи были предупреждены о возможности дальнейшей вулканической активности. 19 июня извержение повторилось, столп пепла поднялся на высоту 2 км. Произошёл сход селей, которые покрыли местность шириной от 4 до 6 км на расстоянии 1,5—2 км. В 1990 году наблюдалась повышенная фумарольная активность. В 2009 году в 12 км к юго-востоку от вулкана произошло землетрясение магнитудой 5,1. Новая фаза вулканической активности началась 16 августа 2012 года. Выброс пепла произошёл на высоту 1,2 км, жители Горячих ключей и Курильска жаловались на присутствие серы в воздухе. Пик активности вулкана пришёлся на 22 августа, когда столп пепла достигал 4 км, дрейфуя на восток. Наблюдения, произведённые в сентябре со спутника, показали, что увеличилось количество фумарол в районе вулкана. К концу сентября активность стихла, был поставлен зелёный цвет опасности, и авиация получила разрешение совершать полёты в данном районе. В период 13—19 февраля 2013 года в связи с выбросом пепла на высоту 3 км уровень опасности получил жёлтый цвет. 30 марта активность вулкана повторилась, выброс пепла достигал высоты более 1820 м.

## Основные горы
- Добрыня Никитич — 789 м
- Мотонопури — 956 м
- Кедровая — 982 м
- влк. Иван Грозный (яп: 小田萌山) — 1159 м
- влк. Дракон
- влк. Мачеха
- влк. Тебенькова — 1211 м
- Карелка — 664 м
- Купол — 578 м
- Крыло — 646 м
- влк. Баранского (яп: 指臼岳) — 1132 м
- Ипата — 746 м
- Шляпа — 926 м
- Горелая — 931 м
- Упрямая — 781 м